# Fub.net
fub.netは、.NET Framework 2.0とIEコンポーネント使用の多機能なタブブラウザである。VB版fubの作者による後継ブラウザであり、バージョン情報で表示される名前は fuckin uni$ys browser for .NET Framework 2.0 + IE8 or later (ver.0.9.9.9現在) となっている。